# Tsatsiki – vänner för alltid
Tsatsiki – vänner för alltid är en svensk-norsk-dansk dramafilm som hade biopremiär i Sverige den 25 december 2001, i regi av Eddie Thomas Petersen med Samuel Haus och Sara Sommerfeld i huvudrollerna.

## Handling
När Tsatsikis tjej Maria gör slut så raserar hans värld på bara några veckor. Hans bästis Per Hammar överger honom och resan till Grekland, där Tsatsikis pappa bor, ser ut att vara i riskzonen då Morsan ska på blixtturné med sitt rockband. Tur att han har sin morfar som han kan prata om allt med och Tsatsiki låter honom följa med till Grekland. När Tsatsiki kommer hem från Grekland försonas han med både Maria och Per Hammar och vet att den ensammaste människan på jorden är den som inte har några vänner.

## Om filmen
Flera skådespelare från den förra filmen återkom till den nya filmen. Några av rollerna som hade bytts ut var bl.a. Morsan som spelades av Alexandra Rapaport, Göran som spelades av Jacob Ericksson och basisten Niklas som spelades av Jonas Karlsson. I filmen har Tsatsiki och hans familj flyttat från villaområde till en lägenhet i Stockholms innerstad. Tsatsiki har även börjat i en annan skola. Även Tsatsikis klass har bytt skola. Uppföljaren, som inte regisserades av Ella Lemhagen, fick inte lika bra kritik som föregångaren. Nya karaktärer i filmen var bl.a. Tsatsikis morfar (spelad av Krister Henriksson) och Tsatsikis farfar. Filmen är baserad på böckerna av Moni Nilsson-Brännström.
Ett känt citat ur filmen är "Vet du vad jag tycker är viktigast? Att ha en kompis."[källa behövs]

## Rollista (urval)
- Samuel Haus – Tsatsiki
- Sara Sommerfeld – morsan
- Krister Henriksson – morfar
- Eric Ericson – Göran
- Joakim Nätterqvist – Niklas, "Nyponet", basisten
- Sam Kessel – Per Hammar
- Isa Engström – Maria
- Minken Fosheim – fröken
- Maria Hazell – Sara
- Simona Ericsson – Elena
- George Nakas – farsan
- Kasper Lindström – Wille
- Thomas Hedengran – badvakt
- Destiny Kuzmic Holmberg – Retzina, Tsatsikis lillasyster

### Fotnoter
1. ↑  ”Tsatsiki - vänner för alltid”. Svensk filmdatabas. 25 december 2001. http://www.sfi.se/sv/svensk-filmdatabas/Item/?itemid=47733&type=MOVIE&iv=Basic. Läst 22 september 2016.